# Rhinogobius lineatus
Rhinogobius lineatus är en fiskart som beskrevs av Chen, Kottelat och Miller, 1999. Rhinogobius lineatus ingår i släktet Rhinogobius och familjen smörbultsfiskar. IUCN kategoriserar arten globalt som starkt hotad. Inga underarter finns listade i Catalogue of Life.